# Јашар Ахмедовски
Јашар Ахмедовски (Пласница код Прилепа, 22. децембар 1964) српски је певач народне музике, текстописац и композитор пореклом из Македоније.

## Биографија
Ахмедовски је рођен 22. децембра 1964. године у Пласници код Прилепа, где је завршио основну школу. Одрастао је у великој породици, са сестром Авом и три брата, Руждијом, Муфитом и Ипчеом. Након основне школе, на наговор оца лекара, уписао је средњу медицинску школу у Сарајеву, где је отпочео певачку каријеру, где је први пут запевао на сцени ресторана Пионирска долина, на позив Халида Бешлића.
Након две године рада по кафанама, уз школовање, срео је Шабана Шаулића који му је сугерисао да се пресели у Београд, где је и снимио прву песму, Ружо моја, најмилији цвете. Певачку каријеру је наставио песмама Свако своме мора да се враћа и Једној жени за сећање дуго, коју је компоновао Шаулић, а текст написао Мики Љубичић.
Први албум „За срца заљубљена“ издаје 1982. године за Југодиск и постаје популаран широм бивше Југославије. Током осамдесетих и деведесетих година био је члан ансамбла Јужни ветар. Неке од његових најпознатијих песама су: „Која жена прокле мене“, „Једној жени за сећање дуго“, „Ти припадаш само мени“, „Дечак заљубљени“, „Јагње моје мало“, „Кад свећа догори“, „Мој багреме бели“, „Ништа време променило није“ , „Свако своме мора да се враћа” и друге.
Јашарев кум је власник Гранд продукције Саша Поповић. Млађи Јашаров брат, Ипче Ахмедовски такође певач је страдао у саобраћајној несрећи 1994. године. Њему је Јашар посветио песме „Тамо си ти“ и "Спавај, спавај ти". Ожењен је Снежаном са којом живи у Београду.

## Дискографија
- За срца заљубљена (1982)
- Једној жени за сећање (1983)
- Много си ме усрећила (1984)
- Дечак заљубљени (1986)
- Помири ме са најдражом (1987)
- Жена моје младости (1987)
- Забранићу сузама (1989)
- Зароби ме (1990)
- Добар момак (1993)
- Кад свећа догори (1995)
- Мој багреме бели (1996)
- А око мене женски свет (1997)
- Венчајте ме са њеном лепотом (1997)
- Не било ми што ми мајка мисли (2000)
- Која жена прокле мене (2002)
- Мало љубав мало грех (2005)
- Иди све је готово (2007)
- На њену ће душу све (2012)

Дуети и сарадње
- Заједно (1989) са Екстра Нена
- Не зови ме нисам више твој, са Снежана Ђуришић
- Све је прошло тебе нема, са Гоца Божиновска
- Шта си сањо мили брате (1998) са Сузана Јовановић
- Љубав из рачуна (2011) са Гоца Божиновска
- Баш таквог те волим (2014) са Сузана Јовановић
- Ноћас ћемо пити за љубави старе (2019) са Рајко Карисик

## Фестивали
- 1984. МЕСАМ - Цео град је плакао за нама
- 1989. Посело године 202 - Ко то тамо пева / Сви смо исти кад смо заљубљени / Кад те жена разочара
- 1989. МЕСАМ - Забранићу сузама
- 1990. Посело године 202 - Забранићу сузама
- 1991. Посело године 202 - Волећу те, волети до смрти
- 1993. Посело године 202 - Бог ми је сведок